# Secret Messages
Secret Messages (с англ. — «Тайные послания») — десятый студийный альбом британской рок-группы Electric Light Orchestra, изданный в 1983 году лейблом Jet Records.
Это был последний коммерчески успешный альбом группы, однако его успех был скромнее, чем у предшественника Time. Кроме того, он стал последним для Келли Гроуката и дирижёра Луиса Кларка, которые покинули E.L.O. после его выхода.

## Об альбоме
По замыслу участников E.L.O., пластинка должна была стать двойной, однако менеджеры звукозаписывающей компании отказались от предложения, объяснив это тем, что затраты на запись будут слишком большими, поэтому пришлось отказаться от идеи двойного альбома. В него должны были войти треки «Endless Lies», «Beatles Forever», «Mandalay», «Hello My Old Friend», «After All», «No Way Out», «Buildings Have Eyes» но они не были включены.
В Secret Messages гитары стали играть основную роль, как это было и раньше, до того как в музыке E.L.O. стали преобладать синтезаторы. По звучанию альбом стал тяжелее, чем Time, аранжировки и тексты песен были сложнее, но по красоте и изящности диск уступил своему предшественнику. Турне в поддержку Secret Messages пришлось отменить из-за того, что Бив Бивэн ушёл из группы и присоединился к Black Sabbath.
Композиции «Four Little Diamonds» и «Rock'n'Roll Is King» были выпущены в качестве основных синглов альбома, а последний сингл стал наиболее успешным в карьере Electric Light Orchestra в 1983 году, так как он занял высокие позиции в хит-парадах. Композиция «Four Little Diamonds» звучит в видеоигре Grand Theft Auto: Vice City на вымышленной радиостанции Flash FM.
В 2001 году альбом был переиздан вместе c ранее не выпущенными тремя песнями, которые должны были войти в двойной Secret Messages.

## Список композиций
Слова и музыка всех песен — Джеффа Линна.
| №  | Название            | Длительность |
| -- | ------------------- | ------------ |
| 1. | «Secret Messages»   | 4:44         |
| 2. | «Loser Gone Wild»   | 5:27         |
| 3. | «Bluebird»          | 4:13         |
| 4. | «Take Me On and On» | 4:57         |
| 5. | «Time After Time»   | 4:01         |

| №   | Название               | Длительность |
| --- | ---------------------- | ------------ |
| 6.  | «Four Little Diamonds» | 4:05         |
| 7.  | «Stranger»             | 4:27         |
| 8.  | «Danger Ahead»         | 3:52         |
| 9.  | «Letter from Spain»    | 2:51         |
| 10. | «Train of Gold»        | 4:20         |
| 11. | «Rock’n’Roll Is King»  | 3:49         |

| №   | Название       | Длительность |
| --- | -------------- | ------------ |
| 12. | «No Way Out»   | 3:28         |
| 13. | «Endless Lies» | 3:26         |
| 14. | «After All»    | 2:23         |

## Позиции в хит-парадах
| Год  | Сингл                  | Хит-парад                 | Позиция |
| ---- | ---------------------- | ------------------------- | ------- |
| 1983 | «Rock’n’Roll Is King»  | Austrian Singles Chart    | 16      |
| 1983 | «Rock’n’Roll Is King»  | German Singles Chart      | 17      |
| 1983 | «Rock’n’Roll Is King»  | Dutch Singles Chart       | 8       |
| 1983 | «Rock’n’Roll Is King»  | New Zealand Singles Chart | 17      |
| 1983 | «Rock’n’Roll Is King»  | Norwegian Singles Charts  | 6       |
| 1983 | «Rock’n’Roll Is King»  | Swedish Singles Chart     | 20      |
| 1983 | «Rock’n’Roll Is King»  | Swiss Singles Chart       | 8       |
| 1983 | «Rock’n’Roll Is King»  | US Billboard Hot 100      | 19      |
| 1983 | «Rock’n’Roll Is King»  | UK Singles Chart          | 13      |
| 1983 | «Four Little Diamonds» | US Billboard Hot 100      | 86      |
| 1983 | «Four Little Diamonds» | UK Singles Chart          | 84      |
| 1983 | «Secret Messages»      | UK Singles Chart          | 48      |

| Хит-парад                | Позиция |
| ------------------------ | ------- |
| Austrian Albums Chart    | 11      |
| Canadian Albums Chart    | 20      |
| German Albums Chart      | 6       |
| Dutch Albums Chart       | 7       |
| Norwegian Albums Chart   | 5       |
| New Zealand Albums Chart | 13      |
| Swedish Albums Chart     | 11      |
| UK Albums Chart          | 4       |

## Участники записи
Electric Light Orchestra
- Джефф Линн — вокал, бэк-вокал, гитара, синтезаторы, бас-гитара, пианино, перкуссия, продюсер, композитор
- Бив Бивэн — ударные, перкуссия
- Ричард Тэнди — синтезаторы, электропианино, гармоника
- Келли Гроукат — бас-гитара, бэк-вокал в «Train of Gold», «Rock 'n' Roll Is King», «No Way Out» и «Beatles Forever»

Дополнительный персонал
- Мик Камински — скрипка в «Rock 'n' Roll Is King»
- Дэйв Морган — дополнительный бэк-вокал
- Билл Боттрелл — звукорежиссёр
- Луис Кларк — струнные инструменты
- Эл Квальери — продюсер (2001)